# Chanod
Pour les articles homonymes, voir Chanod (homonymie).
 (février 2016).
Chanod est une ville du district de Valsad dans l'État de Gujarat en Inde.

## Démographie
Dans le recensement indien de 2001, la ville de Chanod possédait 31252 habitants (61 % hommes, 39 % femmes) Le niveau d'alphabétisation était de 72 % (ce qui est plus grand que la moyenne nationale indienne, 59,5 %) ; il était de 80 % chez les hommes et de 60 % chez les femmes. 16 % des habitants ont moins de six ans. 